# Krümler (Beikrautregulierung im Baumstreifen)

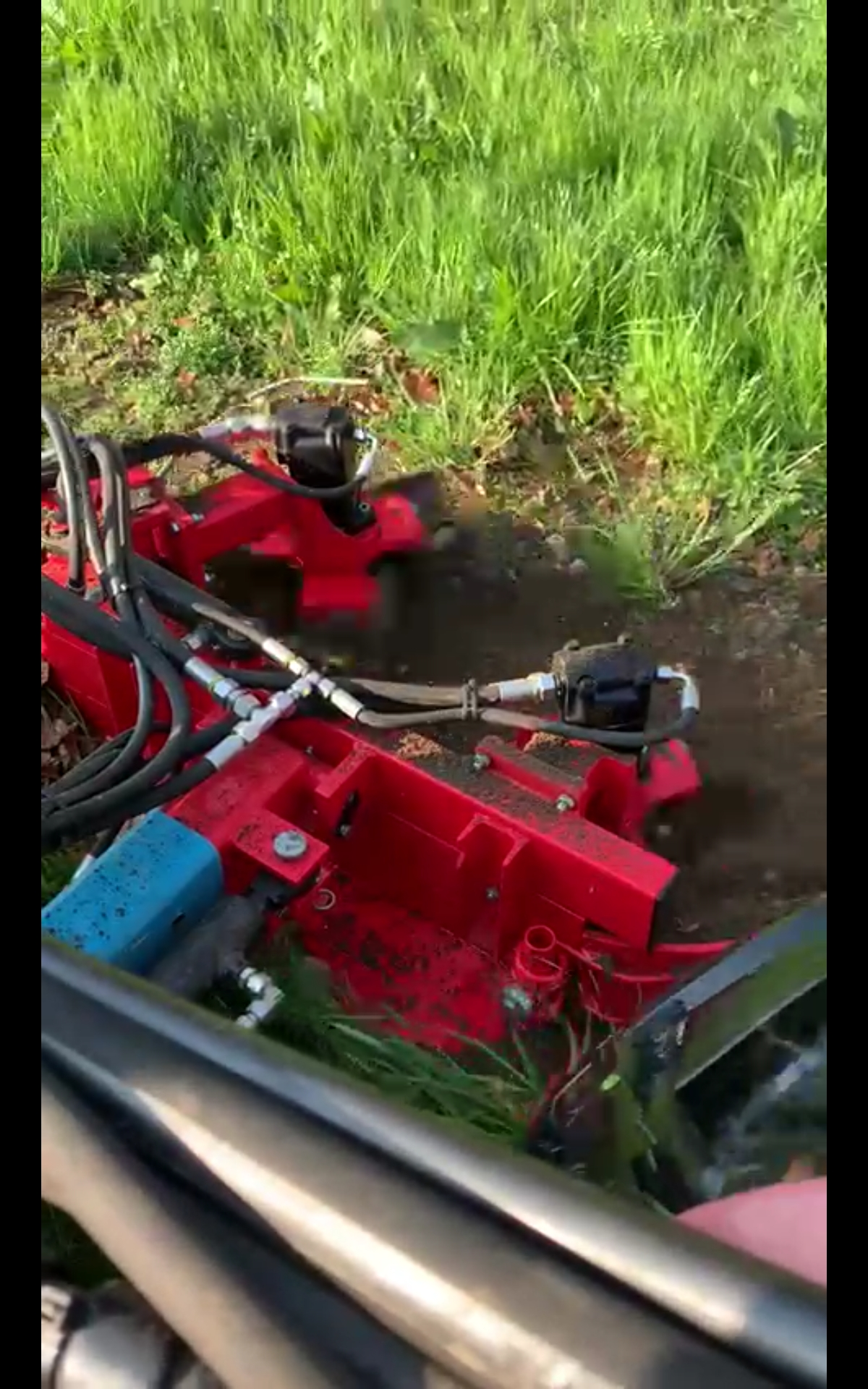
Obstbau Krümler

Der Obstbaukrümler ist ein Bodenbearbeitungsgerät. Es ersetzt den Einsatz chemischer Unkrautvernichtung unter schwerzugänglichen Baumreihen. Der Obstbaukrümler wird vorwiegend im Bio-Obstbau eingesetzt.

## Aufbau und Funktionsweise
Der Obstbaukrümler besteht aus einer oder mehreren Vertikalfräsen, die mittels einer baumgeführten Steuerung einen oder mehrere Vertikalfräsköpfe in die Zwischenlücke der Obstkulturen ein- und wieder ausfährt. Durch das langsam arbeitenden Werkzeug wird die natürliche Krümelstruktur des Bodens und die Nährstoffmobilisation gefördert. Nach einer ersten Bodenbearbeitung zu Beginn der Vegetationsphase kann durch Tausch der Fräsermesser gegen Gummilappen jung treibendes Beikraut ohne Durchfräsen des Bodens abgestreift werden.